# Archaeoattacus edwardsii
Archaeoattacus edwardsii is een vlinder uit de onderfamilie Saturniinae van de familie nachtpauwogen (Saturniidae).
De wetenschappelijke naam van de soort is, als Attacus edwardsii, voor het eerst geldig gepubliceerd door Adam White in 1859.

## Type
- type: niet gespecificeerd
- instituut: BMNH, Londen, Engeland.
- typelocatie: "India, West Bengal. Darjiling"